# Tizzano Val Parma
Tizzano Val Parma är en ort och kommun i provinsen Parma i regionen Emilia-Romagna i Italien. Kommunen hade 2 104 invånare (2018).